# Туше, Джон, 4-й барон Одли
Джон Туше (англ. John Tuchet; 23 апреля 1371 — 19 декабря 1408) — английский аристократ, 1-й барон Туше и 4-й барон Одли с 1403 года. Сын сэра Джона Туше и Мод Уиллоуби. По женской линии был правнуком Джеймса Одли, 2-го барона Одли, и поэтому после угасания рода Одли в 1391 году начал претендовать на баронский титул и обширные семейные владения, расположенные в Шропшире, Стаффордшире, Девоне, Сомерсете и других графствах Англии. В 1403 году его права были признаны, Туше был впервые вызван в парламент как барон Одли.
Джон был женат на Элизабет Стаффорд, дочери сэра Хамфри Стаффорда и Элис Гренвилл. В этом браке родились сын Джеймс (примерно 1398—1459), 5-й барон Одли, и дочери Маргарет и Элизабет.